# Małoocze

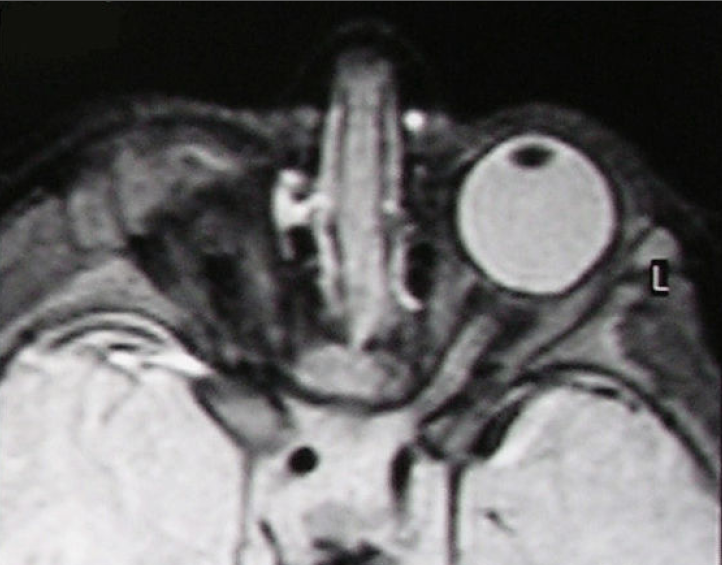
MRI T_{2}-zależny obraz głowy pacjenta z jednostronną mikroftalmią. W prawym oczodole obecna bezpostaciowa tkanka i struktury przypominające zewnętrzne mięśnie gałki ocznej

Mikroftalmia (małoocze, ang. microphthalmia, microphthalmos, nanophthalmos, nanophthalmia, z gr. ) – wada wrodzona o charakterze malformacji polegająca na jednostronnym lub obustronnym niedorozwoju gałek ocznych. Przyczyną mikroftalmii, tak jak anoftalmii, jest zaburzenie rozwoju pęcherzyków ocznych. 
Przeciętna długość gałki ocznej w długiej osi u osoby dorosłej i u noworodka wynosi, odpowiednio, 23.8 i 17 mm. Według The International Clearinghouse for Birth Defects Monitoring Systems w mikroftalmii wymiar rogówki wynosi <10 mm, a wymiar przednio-tylny gałki <20mm.
Łączna częstość występowania małoocza i bezocza w populacji to 30:100 000; mikroftalmia występuje u około 11% niewidomych dzieci.
Mikroftalmia i anoftalmia mogą występować jedno- i obustronnie, jako izolowane wady lub składowa zespołów wad wrodzonych. Niektóre zespoły wad w których stwierdza się mikroftalmię to:
- zespół Aicardiego
- zespół arhinia-atrezja nozdrzy tylnych-mikroftalmia (OMIM 603457)
- zespół BOFS (OMIM%113620)
- asocjacja CHARGE (OMIM#214800)
- zespół mózgowo-oczno-twarzowo-szkieletowy (zespół Peny-Shokeira typu II, COFS1) (OMIM#214150)
- zespół koloboma-otyłość-niedorozwój narządów płciowych zewnętrznych-opóźnienie umysłowe (OMIM%601794)
- zespół dekstrokardia-cechy dysmorficzne twarzy (OMIM 221950)
- zespół twarzowo-piersiowo-genitalny (OMIM 227320)
- zespół Goltza i Gorlina
- dysplazja czołowo-nosowa
- zespół GOMBO
- zespół Hallermanna-Streiffa
- incontinentia pigmenti
- zespół Kapura-Toriello
- zespół Kenneya-Caffeya (OMIM%127000)
- zespół mikroftalmii Lenza
- letalny zespół makrosomii z mikroftalmią
- zespół Meckla
- zespół Pataua
- zespół MIDAS
- zespół mikrocefalia-mikroftalmia-ektrodaktylia kończyn dolnych-prognatyzm (MMEP)
- mukolipidoza III
- zespół Nance'a-Horana
- choroba Norriego
- zespół Goldenhara
- zespół oczno-zębowo-palcowy
- dysplazja oczno-zębowo-kostna, recesywna
- zespół oczno-twarzowo-sercowo-zębowy
- zespół osteoporoza-pseudoglejak
- zespół źreniczo-nerkowy
- zespół Steinfelda
- zespół pojedynczego środkowego siekacza szczęki
- zespół Walkera-Warburg
- zespół WARBM